# فرانك بندر
فرانك بندر (بالإنجليزية: Frank Bender) هو فنان أمريكي، ولد في 16 يونيو 1941 في فيلادلفيا في الولايات المتحدة، وتوفي بنفس المكان في 28 يوليو 2011 بسبب ورم المتوسطة.